# Lijst van Stolpersteine in Krimpenerwaard

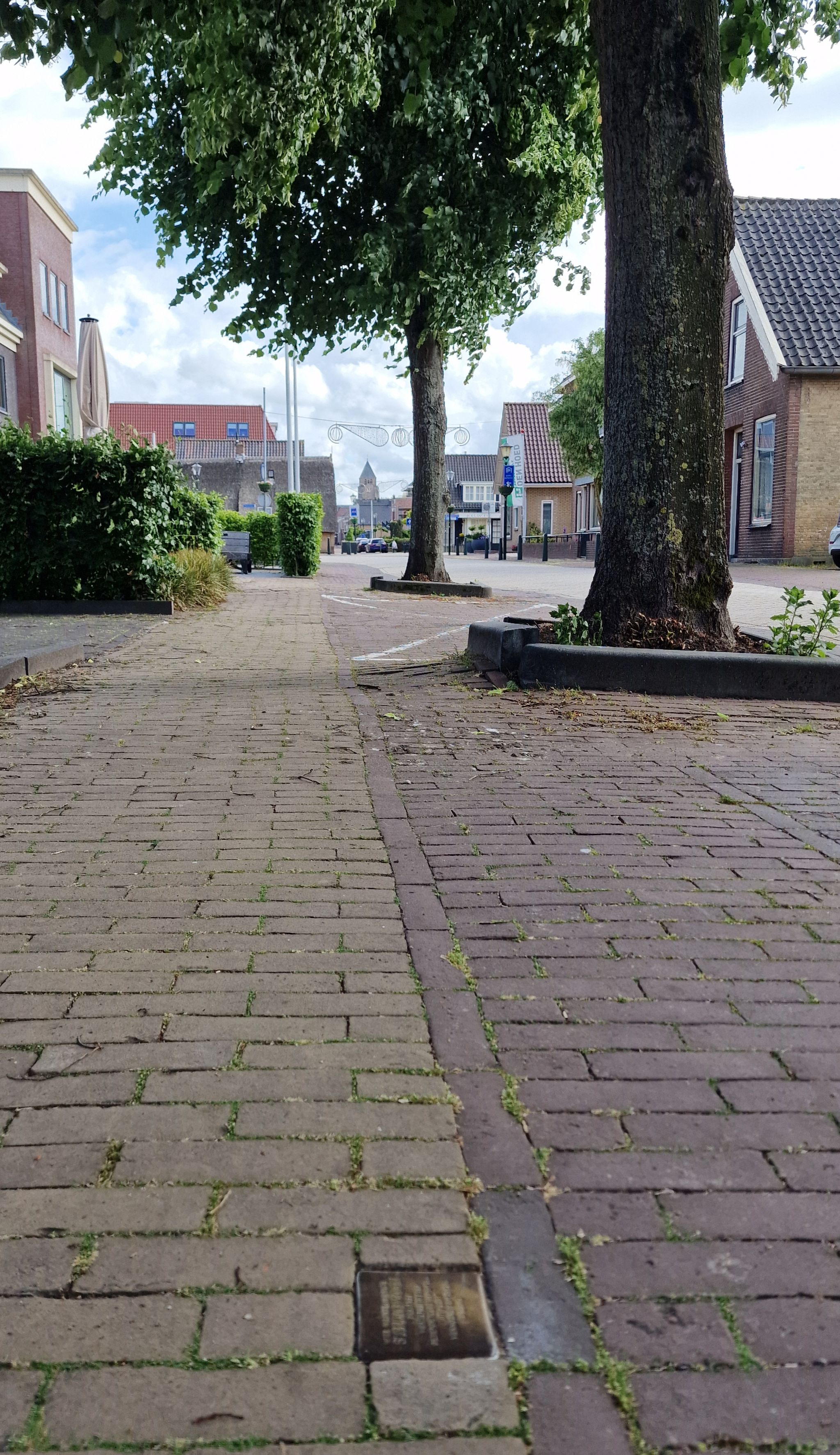
Stolperstein in Bergambacht voor Sijbrand Kamer

De lijst van Stolpersteine in Krimpenerwaard geeft een overzicht van de gedenkstenen die in de gemeente Krimpenerwaard in de Nederlandse provincie Zuid-Holland zijn geplaatst in het kader van het Stolpersteine-project van de Duitse beeldhouwer-kunstenaar Gunter Demnig.
Stolpersteine zijn opgedragen aan slachtoffers van het nationaalsocialisme, al diegenen die zijn vervolgd, gedeporteerd, vermoord, gedwongen te emigreren of tot zelfmoord gedreven door het nazi-regime. Demnig legt voor elk slachtoffer een aparte steen, meestal voor de laatste zelfgekozen woning.
Omdat het Stolpersteine-project doorloopt, kan deze lijst onvolledig zijn.

## Stolpersteine
In de gemeente Krimpenerwaard liggen acht Stolpersteine: een in Bergambacht en zeven in Schoonhoven.

### Bergambacht
In Bergambacht ligt een Stolperstein.
| Afbeelding | Inscriptie | Adres                       | Herdachte persoon          |
| ---------- | --- | --------------------------- | -------------------------- |
|            | HIER WOONDE / WERKTE SIJBRAND KAMER GEB. 1889 VERZETSSTRIJDER GEDEPORTEERD 24-5-1944 UIT VUGHT VERMOORD 13-12-1944 DACHAU | Hoofdstraat 111 Kaart (OSM) | Sijbrand Kamer (1889-1944) |

### Schoonhoven
In Schoonhoven liggen zeven Stolpersteine op twee adressen.
| Afbeelding | Inscriptie | Adres                      | Herdachte persoon                      |
| ---------- | --- | -------------------------- | -------------------------------------- |
|            | HIER WOONDE GOSINA COHEN-VAN BRINK GEB. 1878 GEÏNTERNEERD 22-4-1943 VUGHT GEDEPORTEERD 11-5-1943 UIT WESTERBORK VERMOORD 14-5-1943 SOBIBOR     | Albrecht Beijlinggracht 24 | Gosina Cohen-van Brink (1878-1943)     |
|            | HIER WOONDE DAVID HEIMAN MORISCO GEB. 1912 GEVLUCHT FRANKRIJK GEDEPORTEERD 1-9-1942 UIT MECHELEN VERMOORD 4-9-1942 AUSCHWITZ                   | Dam 5                      | David Heiman Morisco (1912-1942)       |
|            | HIER WOONDE HEIMAN DAVID MORISCO GEB. 1917 GEVLUCHT FRANKRIJK GEDEPORTEERD 1-9-1942 UIT MECHELEN VERMOORD 4-9-1942 AUSCHWITZ                   | Dam 5                      | Heiman David Morisco (1917-1942)       |
|            | HIER WOONDE HIJMAN SCHENK GEB. 1894 GEÏNTERNEERD 22-4-1943 VUGHT GEDEPORTEERD 8-6-1943 UIT WESTERBORK VERMOORD 11-6-1943 SOBIBOR               | Albrecht Beijlinggracht 24 | Hijman Schenk (1894-1943)              |
|            | HIER WOONDE FRANCINA SCHENK-VAN BRINK GEB. 1868 GEÏNTERNEERD 22-4-1943 VUGHT GEDEPORTEERD 11-5-1943 UIT WESTERBORK VERMOORD 14-5-1943 SOBIBOR  | Albrecht Beijlinggracht 24 | Francina Schenk-van Brink (1868-1943)  |
|            | HIER WOONDE GEERTRUIDA LOUISE SNATAGER GEB. 1907 GEÏNTERNEERD 22-4-1943 VUGHT GEDEPORTEERD 6-7-1943 UIT WESTERBORK VERMOORD 9-7-1943 SOBIBOR   | Albrecht Beijlinggracht 24 | Geertruida Louise Snatager (1907-1943) |
|            | HIER WOONDE MATHERA SNATAGER-VAN BRINK GEB. 1874 GEÏNTERNEERD 22-4-1943 VUGHT GEDEPORTEERD 25-5-1943 UIT WESTERBORK VERMOORD 28-5-1943 SOBIBOR | Albrecht Beijlinggracht 24 | Mathera Snatager-van Brink (1874-1943) |

## Data van plaatsingen
- 25 april 2023: Bergambacht, een Stolperstein op Hoofdstraat 111
- 25 april 2024: Schoonhoven, zeven Stolpersteine op Albrecht Beijlinggracht 24, Dam 5